# The Girl Who Ran Wild

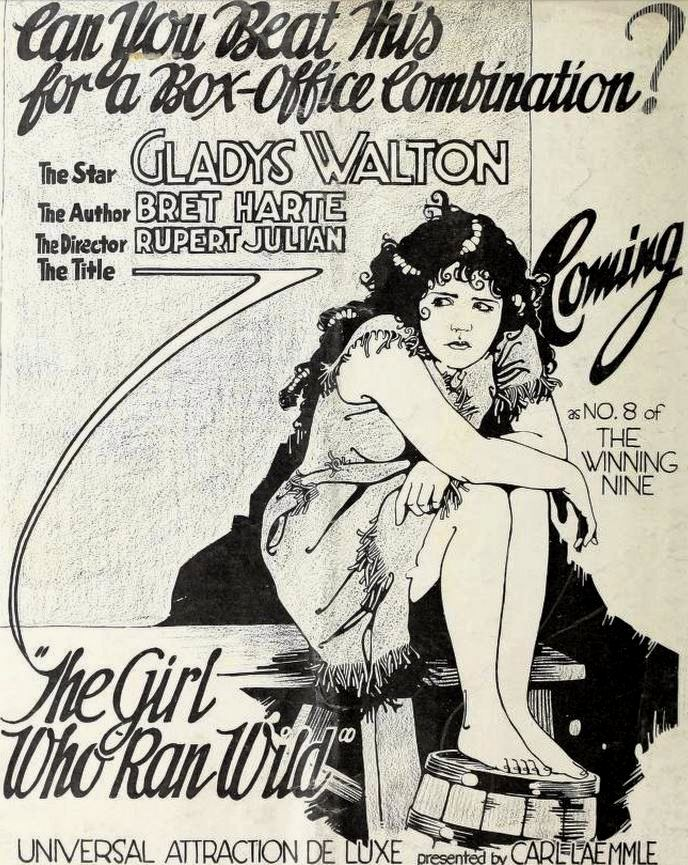
Réclame pour le film dans le magazine Universal Weekly.

The Girl Who Ran Wild est un film américain réalisé par Rupert Julian et sorti en 1922. C'est un remake du film américain L'Enfant de la forêt (M’liss) sorti en 1918.

## Synopsis

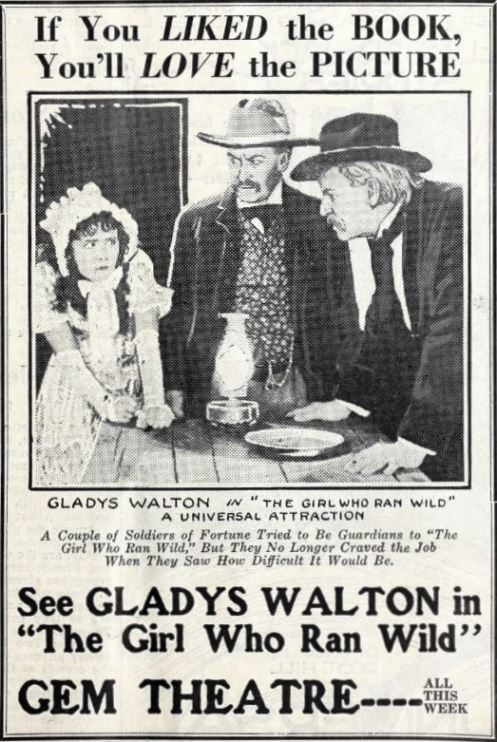
Annonce du film dans Universal Weekly.

Une jeune fille vivant seule dans les bois va être l'objet des attentions du nouveau maître d'école local...

## Fiche technique
- Réalisation : Rupert Julian
- Scénario : Rupert Julian d'après M’liss: An Idyll of Red Mountain de Bret Harte
- Photographie : Allen M. Davey
- Production : Universal Film Manufacturing Company
- Durée : 5 bobines
- Date de sortie : 
  - États-Unis : 9 octobre 1922[1]

## Distribution
- Gladys Walton : M'liss
- Marc Robbins : 'Bummer' Smith
- Vernon Steele : le maître d'école
- Joseph J. Dowling : Calaveras John
- William Burress : Johnny Cake
- Al Hart : Preacher
- Nelson McDowell : Deacon McSnagley
- Lloyd Whitlock : Jack Velvet
- Lucille Ricksen : Clytie